# Kazuń-Bielany (osada)
Kazuń-Bielany – osada w Polsce, położona w województwie mazowieckim, w powiecie nowodworskim, w gminie Czosnów.
W latach 1975–1998 miejscowość należała administracyjnie do województwa warszawskiego.